# Referentie-gewasverdamping
Referentiegewasverdamping is de hoeveelheid water die verdampt uit een grasveld dat goed voorzien is van water en nutriënten. Deze waarde wordt in de hydrologie gebruikt als basis om te kunnen berekenen hoeveel water verdampt uit oppervlaktes grond met diverse soorten gewassen.

Het KNMI berekent sinds 1 april 1987 de referentie-gewasverdamping met de formule van Makkink.

De vergelijking luidt:

{\displaystyle \lambda \cdot E_{ref}=C_{1}\cdot {\frac {s}{s+\gamma }}\cdot K_{in}+C_{2}}

Waarbij:
- {\displaystyle \lambda } = verdampingswarmte van water (2.45E6 J/kg bij 20 graden Celsius (°C))
- {\displaystyle E_{ref}} = referentiegewasverdamping ({\displaystyle kg/(m^{2}*s)})
- {\displaystyle C_{1}} = constante (De Bruin (1981) vond hiervoor een waarde van ca. 0.65)
- {\displaystyle C_{2}} = constante (De Bruin (1981) vond hiervoor een waarde van ca. 0)
- {\displaystyle K_{in}} = kortgolvig inkomende straling ({\displaystyle W/m^{2}})
- {\displaystyle \gamma } = psychrometerconstante (ca 0.66 mbar/°C op zeeniveau)
- s = de afgeleide naar temperatuur van de verzadigingsdampspanning  (mbar/°C)
- T = temperatuur (°C)

s kan worden berekend met: 
{\displaystyle s={\frac {a\cdot b\cdot c}{(c+T)^{2}}}\cdot exp({\frac {b\cdot T}{c+T}})}

Met a = 6.1078 mbar, b = 17.294, c = 237.73 °C en T = de temperatuur in graden Celsius. 

Voor s is ook een tabel met waarden beschikbaar (bron: cultuurtechnisch vademecum 1988)
| T (Celsius) | s    |
| ----------- | ---- |
| -5          | 0.32 |
| -4          | 0.34 |
| -3          | 0.37 |
| -2          | 0.39 |
| -1          | 0.42 |
| 0           | 0.45 |
| 1           | 0.48 |
| 2           | 0.51 |
| 3           | 0.54 |
| 4           | 0.57 |
| 5           | 0.61 |
| 6           | 0.65 |
| 7           | 0.69 |
| 8           | 0.73 |
| 9           | 0.78 |
| 10          | 0.83 |
| 11          | 0.88 |
| 12          | 0.93 |
| 13          | 0.98 |
| 14          | 1.04 |
| 15          | 1.10 |
| 16          | 1.17 |
| 17          | 1.23 |
| 18          | 1.30 |
| 19          | 1.37 |
| 20          | 1.45 |
| 21          | 1.53 |
| 22          | 1.62 |
| 23          | 1.70 |
| 24          | 1.79 |
| 25          | 1.89 |
| 26          | 1.99 |
| 27          | 2.10 |
| 28          | 2.21 |
| 29          | 2.32 |
| 30          | 2.44 |
| 31          | 2.57 |
| 32          | 2.69 |
| 33          | 2.83 |
| 34          | 2.97 |
| 35          | 3.12 |
| 36          | 3.27 |
| 37          | 3.43 |
| 38          | 3.57 |
| 39          | 3.76 |
| 40          | 3.94 |
| 41          | 4.13 |
| 42          | 4.32 |
| 43          | 4.52 |
| 44          | 4.73 |
| 45          | 4.94 |